# Suzanne Brana
Pour les articles homonymes, voir Brana (homonymie).
Suzanne Brana est une athlète américaine née le 3 mars 1958. Spécialiste de l'ultra-trail, elle a notamment remporté la Leona Divide 50 Mile en 1999 et 2001, la Western States Endurance Run en 1999 et l'Angeles Crest 100 Mile Endurance Run en 1999.

## Résultats
| no  | féminin            | Course             | Longueur | Départ            | Temps            |
| --- | ------------------ | ------------------ | -------- | ----------------- | ---------------- |
| 27e | Médaille d'argent  | Angeles Crest 100  | 100 mi   | 26 septembre 1998 | 27 h 04 min 20 s |
| 7e  | Médaille d'or      | Leona Divide       | 50 mi    | 17 avril 1999     | 8 h 28 min 33 s  |
| 21e | Médaille d'or      | Western States 100 | 100 mi   | 26 juin 1999      | 21 h 23 min 39 s |
| 9e  | Médaille d'or      | Angeles Crest 100  | 100 mi   | 25 septembre 1999 | 23 h 08 min 47 s |
| 15e | Médaille de bronze | Miwok 100K         | 100 km   | 6 mai 2000        | 10 h 11 min 34 s |
| 12e | Médaille d'or      | Leona Divide       | 50 mi    | 14 avril 2001     | 8 h 26 min 14 s  |